# Hall of Great Western Performers
Hall of Great Western Performers är en hall of fame vid National Cowboy & Western Heritage Museum i Oklahoma City, USA. Den referas ibland som "Western Performers Hall of Fame". Den är en av tre Halls of Fame vid museet – de andra är Hall of Great Westerners och Rodeo Hall of Fame.

## Medlemmar
Följande lista är medlemmar i Hall of Great Western Performers, följt av året då de intogs:

- Rex Allen (1983)
- Broncho Billy Anderson (2002)
- Melissa Sue Anderson (1998)
- James Arness (1981)
- Alison Arngrim (1998)
- Gene Autry (1972)
- Amanda Blake (1968)
- Ward Bond (2001)
- Ernest Borgnine (1996)
- William Boyd (1995)
- Walter Brennan (1970)
- John Carradine (2003)
- Harry Carey (1976)
- Harry Carey, Jr. (2003)
- Chuck Connors (1991)
- Gary Cooper (1966)
- Ken Curtis (1981)
- Kirk Douglas (1984)
- James Drury (1991)
- Robert Duvall (2004)
- Clint Eastwood (2000)
- Jack Elam (1994)
- Sam Elliott (2007)
- Dale Evans (1976)
- Richard Farnsworth (1997)
- Hugh Farr (1995)
- Karl Farr (1995)
- Henry Fonda (2005)
- Glenn Ford (1978)
- Victor French (1998)
- Robert Fuller (2008)
- James Garner (1990)
- Hoot Gibson (1979)
- Melissa Gilbert (1998)
- Vince Gill (1997)
- Karen Grassle (1998)
- Lindsay Greenbush (1998)
- Sidney Greenbush (1998)
- William S. Hart (1975)
- Gabby Hayes (2000)
- Charlton Heston (2010)
- Tim Holt (1991)
- Herb Jeffries (2004)
- Ben Johnson, Jr. (1982)
- Buck Jones (1973)
- George Kennedy (2008)
- Michael Landon (1998)
- Karl Malden (2005)
- Tim McCoy (1973)
- Joel McCrea (1969)
- Reba McEntire (1995)
- Steve McQueen (2007)
- Tom Mix (1958)
- Clayton Moore (1990)
- Harry Morgan (2006)
- Audie Murphy (1996)
- Bob Nolan (1995)
- Hugh O'Brian (1992)
- Maureen O'Hara (1993)
- Texas Jack Omohundro (1994)
- Jack Palance (1992)
- Gregory Peck (1979)
- Lloyd Perryman (1995)
- Slim Pickens (1982)
- Ronald Reagan (1989)
- Tex Ritter (1980)
- Dale Robertson (1983)
- Roy Rogers (1976)
- Randolph Scott (1975)
- Tom Selleck (2010)
- Jay Silverheels (1993)
- Sons of the Pioneers (1995)
- Tim Spencer (1995)
- Barbara Stanwyck (1973)
- James Stewart (1972)
- Milburn Stone (1981)
- Buck Taylor (2006)
- Dub Taylor (2009)
- Robert Taylor (1970)
- Lee Van Cleef (2002)
- Clint Walker (2004)
- John Wayne (1974)
- Dennis Weaver (1981)
- Richard Widmark (2002)
- Morgan Woodward (2009)